# 伯克納 (伊利諾伊州)
伯克納（英語：Birkner）是位於美國伊利諾伊州聖克萊爾縣的一個非建制地區。該地的面積和人口皆未知。

## 地理
伯克納的座標為38°33′34″N 90°01′45″W / 38.55944°N 90.02917°W，而該地的平均海拔高度為154米（即505英尺）。